# Siège de Krujë (1450)
Pour les articles homonymes, voir Siège de Krujë.
Guerres ottomano-albanaise
Le premier siège de Krujë a eu lieu en 1450 lorsqu'une armée ottomane d'environ 100 000 hommes a assiégé la ville albanaise de Krujë. La Ligue de Lezhë, dirigée par Skanderbeg, a connu un moral bas après avoir perdu Svetigrad et Berat entre 1448 et 1450. Néanmoins, les exhortations de Skanderbeg et le soutien du clergé, qui prétendait avoir eu des visions d'anges et de victoire, ont motivé les Albanais à défendre la capitale de la Ligue, Croïa (Krujë), à tout prix. Après avoir quitté une garnison protectrice de 4 000 hommes sous la direction de son fidèle lieutenant Comte Vrana (également connu sous le nom de Kont Urani), Skanderbeg a harcelé les camps ottomans autour de Croïa et a attaqué les caravanes de ravitaillement de l'armée du sultan Mourad II. En septembre, le camp ottoman était en plein désarroi alors que le moral sombrait et que la maladie sévissait. L'armée ottomane a reconnu que le château de Croïa ne tomberait pas à force d'armes, a levé le siège et s'est dirigée vers Edirne. Peu de temps après, à l'hiver 1450–1451, Mourad mourut à Edirne et fut remplacé par son fils, Mehmed II.

## Campagnes de 1448 et début 1450
Après plusieurs invasions ratées de l'Albanie par des capitaines ottomans, Mourad II assiégea la forteresse de Svetigrad (que l'on pense être aujourd'hui Demir Hisar) le 14 mai 1448, avec une force de 80 000 hommes. Svetigrad était un point stratégique important, car il contrôlait les routes du nord de la Macédoine à l'Albanie. La petite garnison, composée d'Albanais, de Bulgares et d'autres Européens, tenait la forteresse tandis que Skanderbeg attaquait le camp ottoman de l'extérieur. Après que les Ottomans ont empoisonné les puits, un groupe de défenseurs a décidé d'ouvrir les portes et de laisser entrer les Turcs, donnant ainsi le contrôle de la forteresse aux Ottomans,. Le sultan s'est retiré d'Albanie et Skanderbeg a assiégé Svetigrad le 23 septembre 1448. Après plusieurs assauts ratés, Skanderbeg a levé le siège et s'est retiré. Au début de 1450, Berat a été capturé par le pacha de Gjirokastër lors d'une attaque de nuit, obligeant Gjergj Arianiti (en) à abandonner la cause de Skanderbeg.

## Prélude

### Moral albanais avant le siège
Le moral des Albanais sombra après les pertes des années précédentes. Lorsque les Turcs ont commencé à marcher vers Croïa le 5 avril 1450, les gens ont affirmé avoir vu des chérubins et des anges survoler l'Albanie. Skanderbeg lui-même a affirmé qu'il avait reçu une vision de saint Georges lui tendant une épée flamboyante pour "détruire les ennemis de la vraie religion (le christianisme)". Ce discours, ainsi que de nombreuses autres visions du clergé, a remonté le moral des Albanais, les motivant à se battre.

### Dispositions et préparations albanaises
Avant le début du siège, Skanderbeg quitta Croïa avec 8 000 hommes - parmi lesquels se trouvaient de nombreux Slaves, Italiens, Français et Allemands,. 2 000 d'entre eux étaient de l'infanterie et 6 000 de la cavalerie. Skanderbeg a trouvé que le mont Tumenishta (maintenant connu sous le nom de mont Skënderbeu) était une position appropriée pour attaquer les Ottomans. Croïa a été laissé avec une garnison de 4 000 hommes sous le commandement de Comte Vrana. Vrana avait sous son commandement plusieurs Allemands, Italiens et Français, auxquels il souligna l'importance du siège et leur ordonna également de se rendre à leurs positions. Croïa avait suffisamment de fournitures pour un siège de seize mois. Les femmes et les enfants de Croïa ont été envoyés pour protection dans les villes possédées par les Vénitiens, tandis que les autres ont reçu l'ordre de brûler leurs récoltes et de se déplacer dans les montagnes et les forteresses.

### Dispositions et préparations ottomanes
Mourad atteint Croïa le 14 mai avec environ 100 000 de ses meilleurs soldats (dont 60 000 de cavalerie). Mourad proposa à Vrana de remettre la forteresse, mais Vrana refusa. Après avoir reçu le refus, Mourad a placé son armée pour lancer dix canons, dont l'un pourrait tirer des pierres pesant 400 livres et un autre 200 livres. Malgré la puissance de feu, les positions de tir turques étaient désavantagées, car Croïa "faisait presque partie de la montagne qu'elle avait été construite". Les canons pouvaient tirer deux ou trois fois par jour et n'étaient pas précis. Deux grands et quatre plus petits canons ont été placés du côté de Tirana et le reste visait la porte d'entrée principale.

## Siège

### Première phase

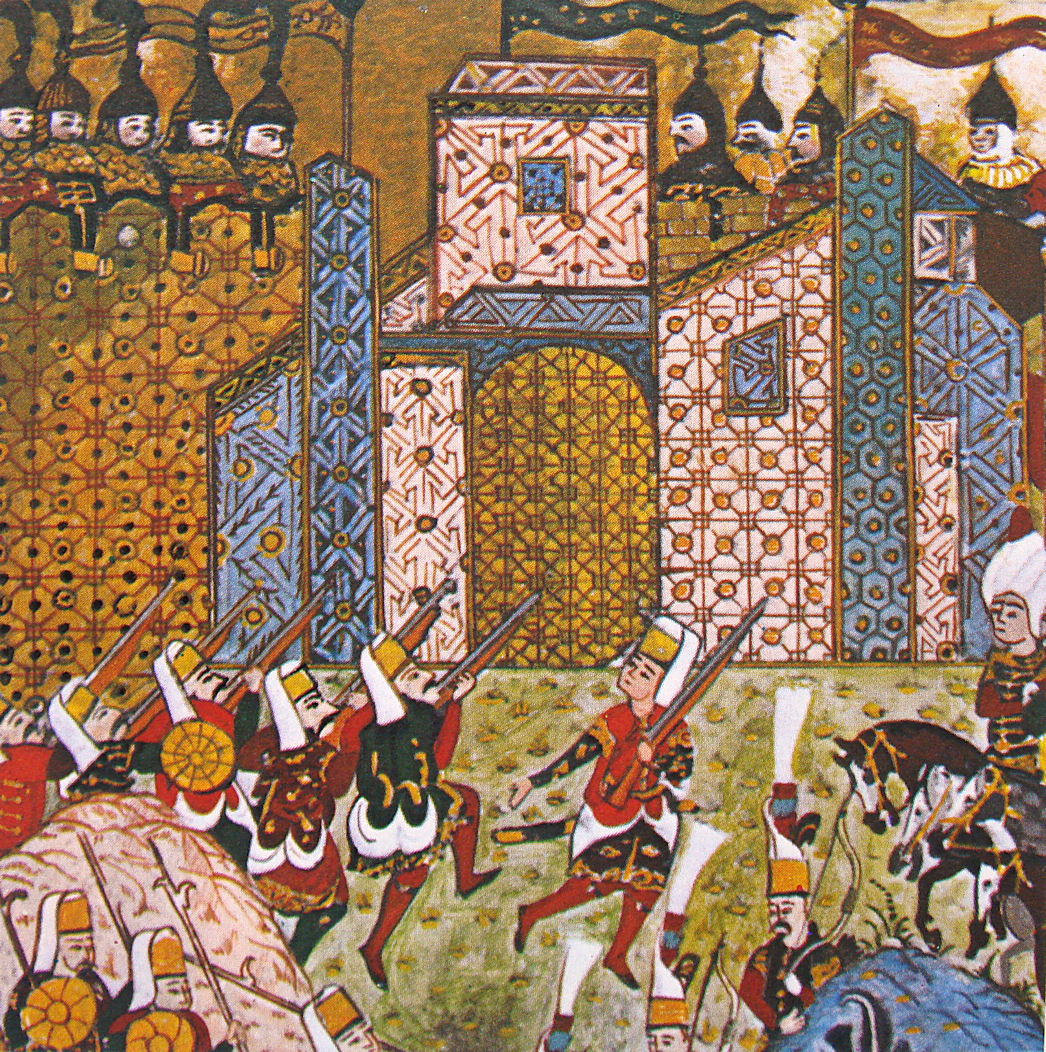
Ottomans janissaires pendant un siège.

Mourad a tiré sur Croïa pendant quatre jours jusqu'à ce qu'une brèche soit finalement faite. Le sultan croyait avoir l'avantage et ordonna à ses troupes de franchir les murs. La garnison a réussi à repousser l'assaut, gagnant ainsi du temps pour réparer les murs. Mourad, craignant une contre-attaque de Skanderbeg, a envoyé une patrouille de reconnaissance vers les montagnes environnantes pour surveiller une attaque. Skanderbeg réussit toujours à mener, au crépuscule, un raid sur le campement turc, tuant plusieurs centaines d'hommes, capturant et détruisant les approvisionnements turcs et perdant presque la vie. Lorsque Skanderbeg revint vers ses hommes, son « bouclier était si abîmé que sa forme était à peine perceptible ». Le raid a coûté à Skanderbeg dix morts et encore plus de blessés. L'assaut se poursuit cependant, les canons retentissant de temps en temps. Les défenseurs ne rencontraient cependant pas de grandes difficultés. Soixante d'entre eux sont sortis pour faire tous les dégâts qu'ils pouvaient et ceux qui se trouvaient aux murs ont repoussé toute tentative d'entrer. Le poids principal de l'attaque était venu du côté de Tirana, où les pertes turques avaient été lourdes.

### Seconde phase

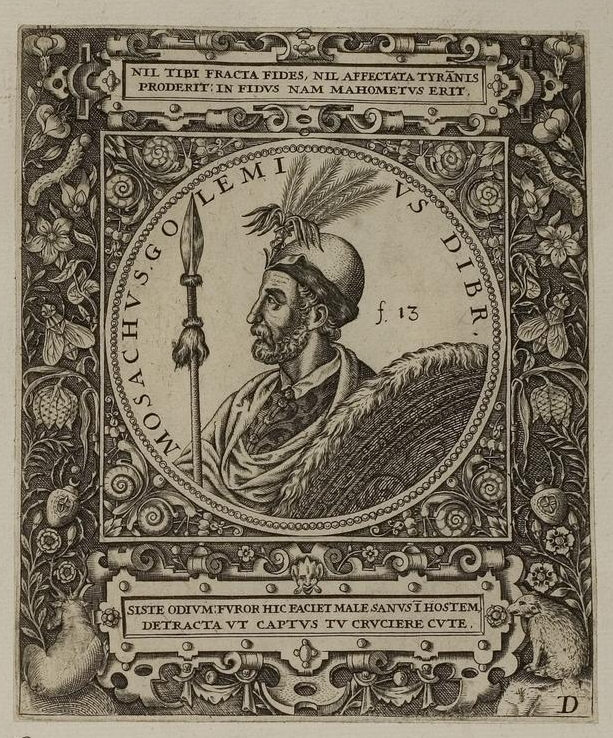
Moisi Arianit Golemi.

Lorsque le deuxième assaut a commencé, les Turcs ont tenté de percer la porte avec leurs lances. Après de lourdes pertes, les assaillants se sont retirés et Mourad a tenu pendant les deux jours suivants un conseil de tous ses généraux. Une précaution immédiate était de protéger le camp contre une autre attaque surprise, à laquelle il a été répondu en plaçant une force d'hommes, sous le commandement du prince Mehmed, là où la première attaque avait eu lieu. Moisi Golemi (en) a simulé une attaque avec environ 500 cavaliers : l'alarme a été donnée et les Turcs se sont préparés à son attaque. Pendant ce temps, Skanderbeg et ses forces se sont déplacés autour du camp et ont fait irruption là où on s'y attendait le moins. Avant qu'une contre-attaque organisée puisse être faite, Skanderbeg s'est retiré du camp. Les attaques de Skanderbeg ont poussé les Turcs à diriger certains de leurs canons vers les forces de guérilla attendues, au lieu de la forteresse. Une grande force de cavalerie turque a été envoyée, que Skanderbeg a suivie jusqu'à l'embouchure de la rivière Ishëm, jusqu'à ce qu'ils retournent à Croïa.
Pendant que Skanderbeg était absent, un grand assaut ottoman a été lancé sur Croïa du côté de Tirana, mais des tirs amis par inadvertance des Turcs les ont forcés à annuler l'assaut. Les Ottomans tentèrent alors de miner la forteresse, mais n'y réussirent pas, car la forteresse avait été construite sur le roc. Puisque les approvisionnements alimentaires commençaient à s'épuiser, les Turcs ont reçu des provisions de Venise, tout comme les Albanais. Les attaques turques n'avaient pas progressé et l'armée ottomane avait perdu beaucoup de morts et de blessés, tandis que les forces de Skanderbeg avaient perdu jusqu'à présent 1 000 hommes. Moisi Golemi et Tanush Thopia (en) en ont soulevé quelques milliers de plus et la force a été répartie entre les trois, facilitant les attaques contre le camp turc. Skanderbeg a commencé à se diriger vers le camp alors que les Turcs avaient rassemblé 8 000 hommes qui ont commencé à se diriger vers lui. Skanderbeg s'est retiré lentement, tandis que Moisi et Tanush ont fait irruption dans le camp. La force turque envoyée contre Skanderbeg a été attirée vers les contreforts et le lendemain matin (25 juillet) ils ont été encerclés et complètement détruits. Le lendemain, Skanderbeg a été vu au-dessus des rochers de Croïa, en conférence avec Comte Vrana, surprenant Mourad.

### Phase finale
Après le retour de Vrana au château, un pacha fut choisi pour avoir une conférence avec Vrana lui apportant de nombreux cadeaux riches. Le pacha essaya de convaincre le comte que Mourad serait un maître plus approprié que Skanderbeg et que le siège était presque terminé, mais Vrana refusa de se rendre. En conséquence, un nouvel assaut ottoman a commencé. Pendant ce temps, Mourad a envoyé un messager essayant de convaincre Skanderbeg de capituler en offrant 10 000 couronnes par an. Skanderbeg a également refusé de répondre: "Non, si Mourad se divisait avec moi et me faisait co-partenaire avec tout son empire, je ne souffrirais jamais que le nom de l'Albanie soit taché par cette tache de disgrâce et d'infamie." L'assaut se poursuit et les positions albanaises semblent désespérées. Le 14 octobre, Skanderbeg offrit Croïa aux Vénitiens, menaçant de capituler la forteresse aux Turcs s'ils ne l'acceptaient pas. Après que Mourad ait levé le siège le 26 octobre, en raison de l'arrivée de l'hiver, les Vénitiens ont répondu à l'offre de Skanderbeg en le rejetant et ont offert d'aider Skanderbeg à harmoniser sa relation avec les Ottomans,.

## Conséquences
Le siège a coûté 20 000 victimes ottomanes et plus de 1 000 victimes albanaises. Marin Barleti prétend que Mourad est mort de maladie sous la forteresse de Croïa, mais Mourad est en fait mort à Edirne en 1451. Ce dernier a commencé à se retirer de l'Albanie par crainte de perdre encore plus d'hommes de l'hiver albanais, cependant la retraite elle-même a causé la perte de milliers de troupes ottomanes en raison des attaques des milices albanaises locales. Skanderbeg était au bout de ses ressources. Il s'est rendu à Raguse, demandant de l'aide et les Ragusans ont informé le pape Nicolas V. Grâce à une aide financière, Skanderbeg a réussi à tenir Croïa et à regagner une grande partie de son territoire. Le succès de Skanderbeg a suscité des éloges de toute l'Europe et des ambassadeurs lui ont été envoyés de Rome, Naples, Hongrie et Bourgogne. Skanderbeg devint alors un vassal d'Alphonse V, le 26 mars 1451, par le traité de Gaeta, gagnant des hommes et des fournitures indispensables de la couronne d'Aragon.
Selon la légende, une nuit pendant le siège, Skanderbeg a envoyé un troupeau de chèvres avec une bougie sur chacune des cornes de chèvre. Les Turcs campés ont cru qu'il s'agissait d'une attaque albanaise et ont fait un mouvement contre le troupeau. Lorsque les Turcs ont suffisamment avancé, Skanderbeg a lancé une attaque contre la force, la détruisant. Après la levée du siège, Skanderbeg a commémoré sa victoire en concevant un casque avec la tête d'une chèvre dessus, en référence à ses "tactiques ingénieuses" utilisées cette nuit-là.

## Culture populaire et héritage
Naim Frashëri, un poète albanais éminent, a écrit sur la façon dont le siège de Croïa avait sauvé l'Europe de l'invasion ottomane. Aujourd'hui, les Albanais sont fiers des actions menées pendant le siège. Le musée Skanderbeg, à Croïa, a de nombreuses commémorations du siège et le film Skënderbeu (1953) met en scène le siège. C'est le cadre du roman Les Tambours de la pluie de l'écrivain albanais Ismaïl Kadaré.

## Sources
(décembre 2024).
- (sq) Gennaro Francione (Translated by Tasim Aliaj), Skënderbeu, një hero modern : (Hero multimedial) [« Skanderbeg, a modern hero (Hero multimedia) »], Tiranë, Albania, Shtëpia botuese "Naim Frashëri", 2006 (1re éd. 2003) (ISBN 99927-38-75-8, lire en ligne)
- Gibbon, Edward. History of the Decline and Fall of the Roman Empire. Ed. Hart Milman. Vol VI. New York: Peter Fenelon Collier & Son, 1957.
- Hodgkinson, Harry. Scanderbeg: From Ottoman Captive to Albanian Hero. London: Centre for Albanian Studies, 1999.  (ISBN 1-873928-13-0).
- Housley, Norman. The Later Crusades, 1274-1580. Oxford: Oxford University Press, 1992.  (ISBN 0-19-822136-3).
- Jacques, Tony. Dictionary of Battles and Sieges: A Guide to 8,500 Battles from Antiquity Through the Twenty-first Century. Westport: Greenwood Publishing Group, 2007.  (ISBN 0-313-33536-2).
- Setton, Kenneth Meyer. The Papacy and the Levant (1204-1571). Vol. II. Darby, PA: DIANE Publishing, 1978.  (ISBN 978-0-87169-127-9).